# 南多摩尾根幹線

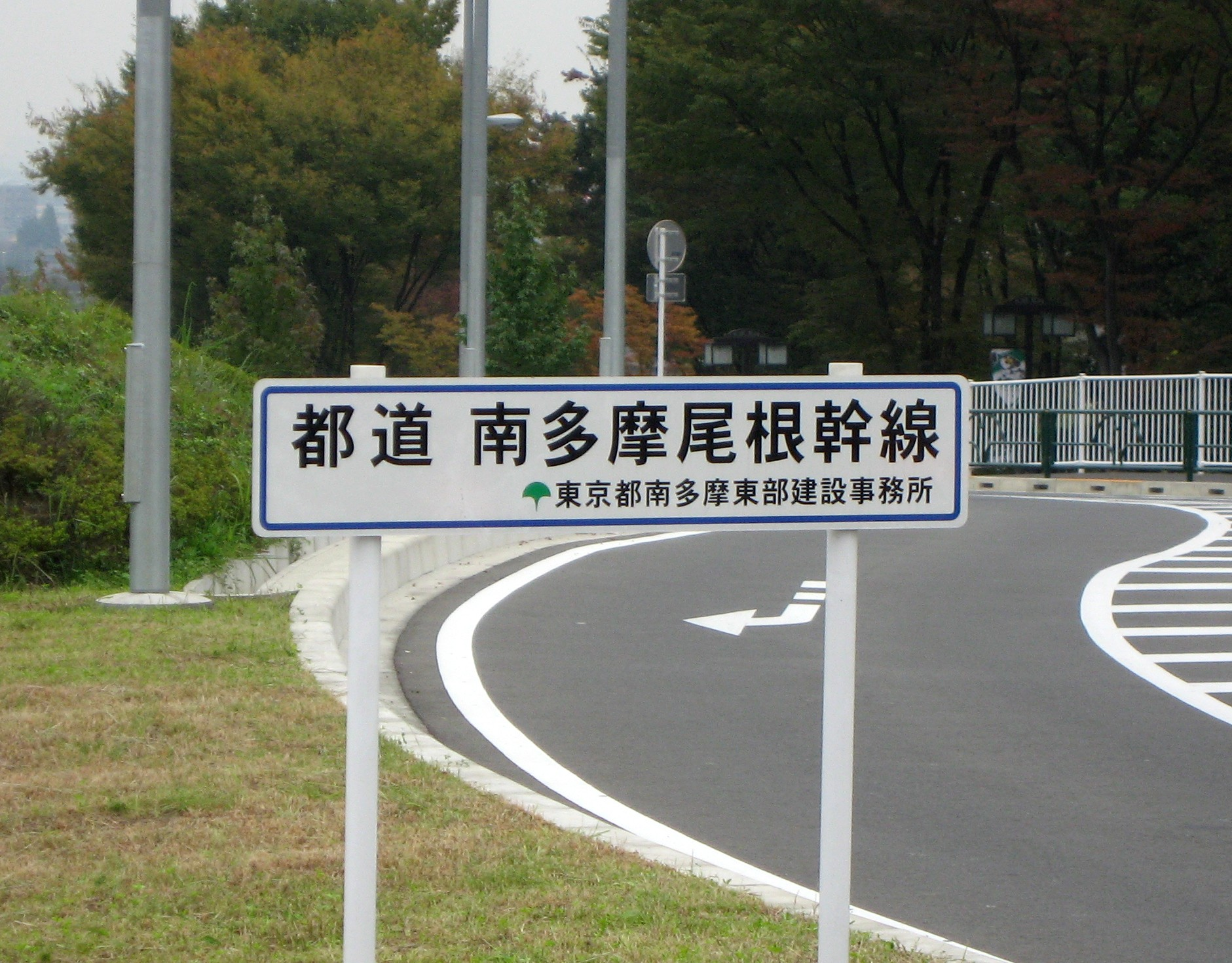
南多摩尾根幹線の標識。稲城市、竪谷戸大橋交差点付近。

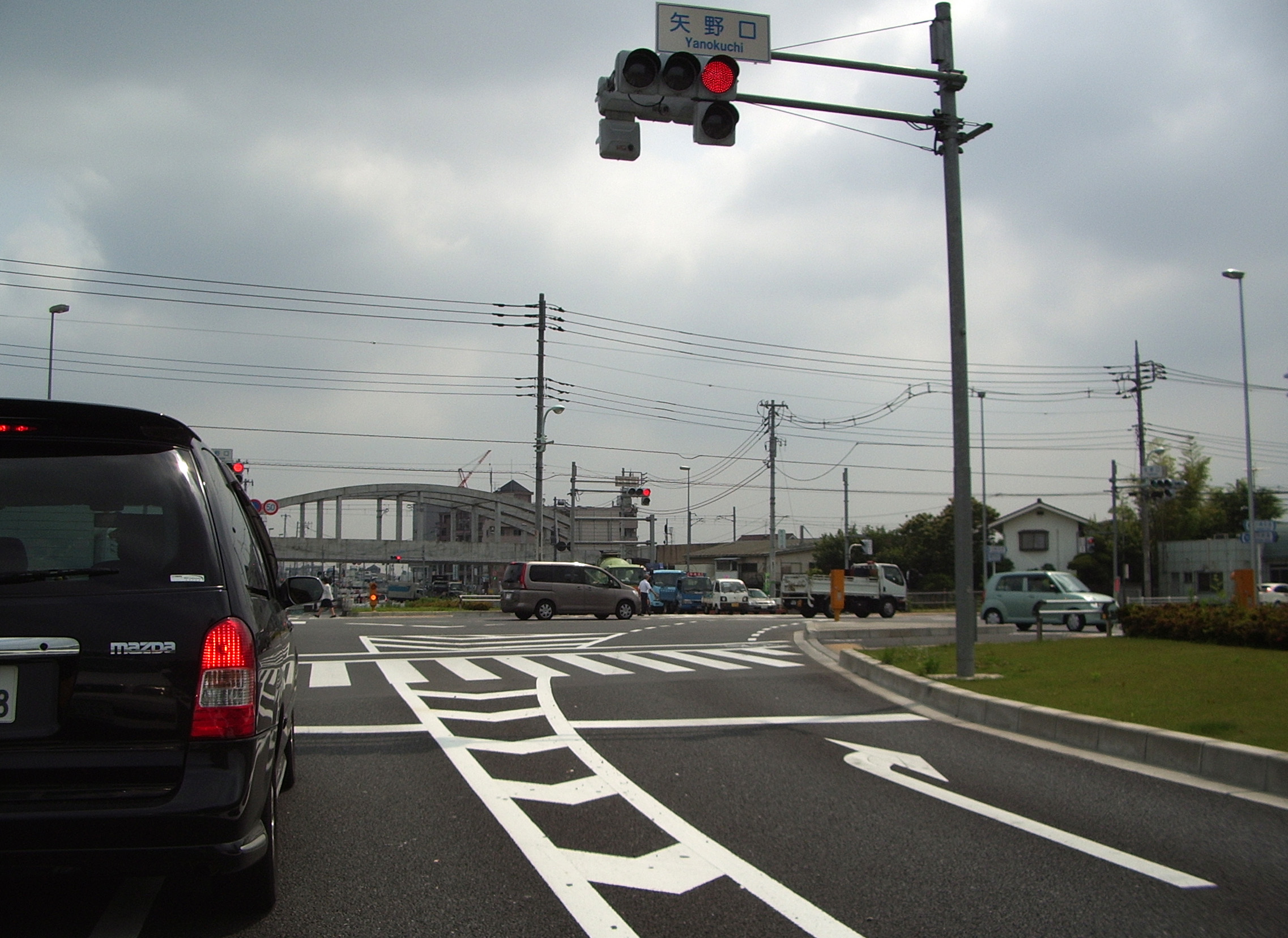
尾根幹線の東側の起点近くの稲城市内・矢野口交差点。2008年に稲城五中入口交差点から矢野口交差点までの区間が開通した。

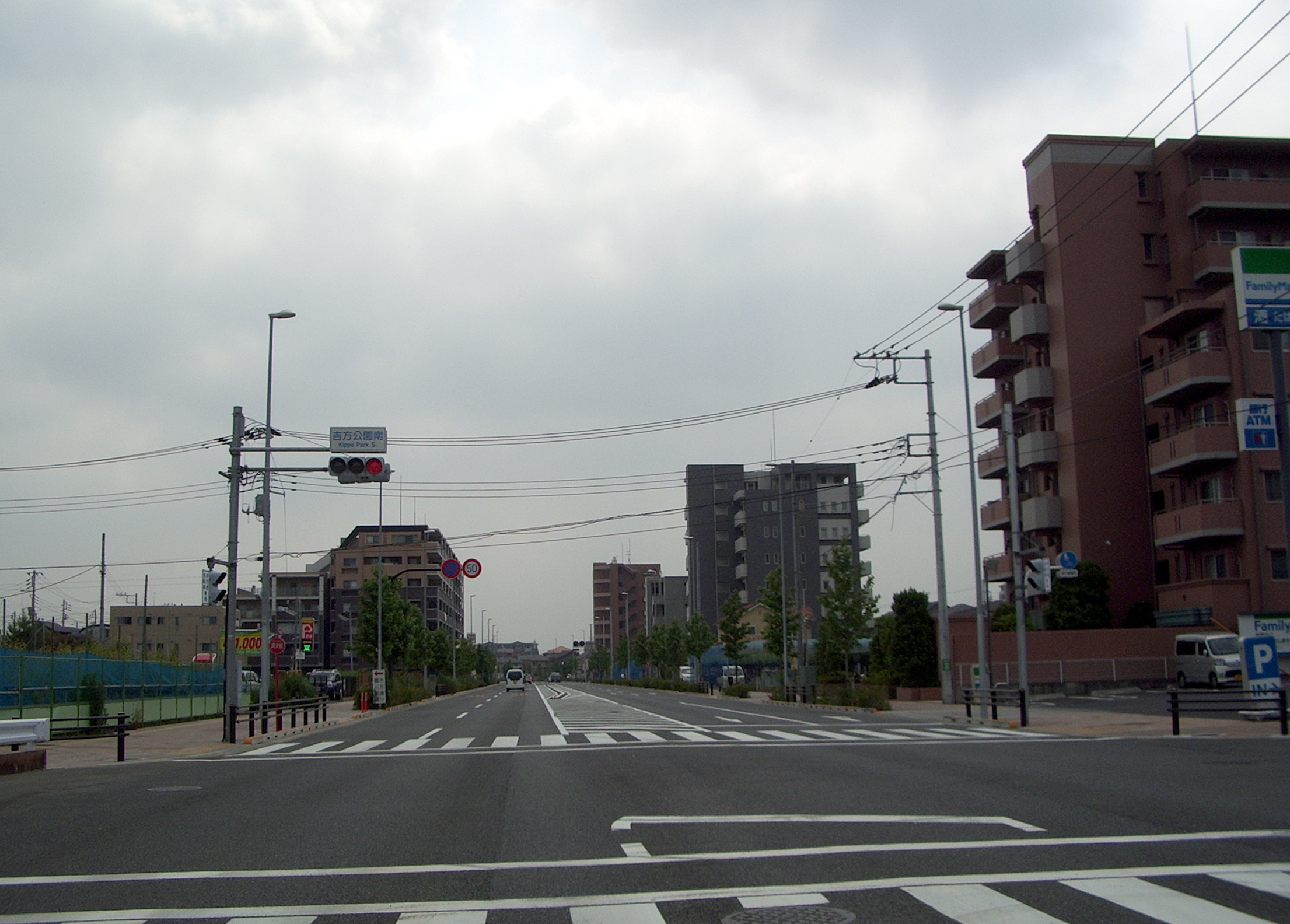
稲城市矢野口の鶴川街道。2007年にバイパスが完成した。旧道は300mほど北を通っている。

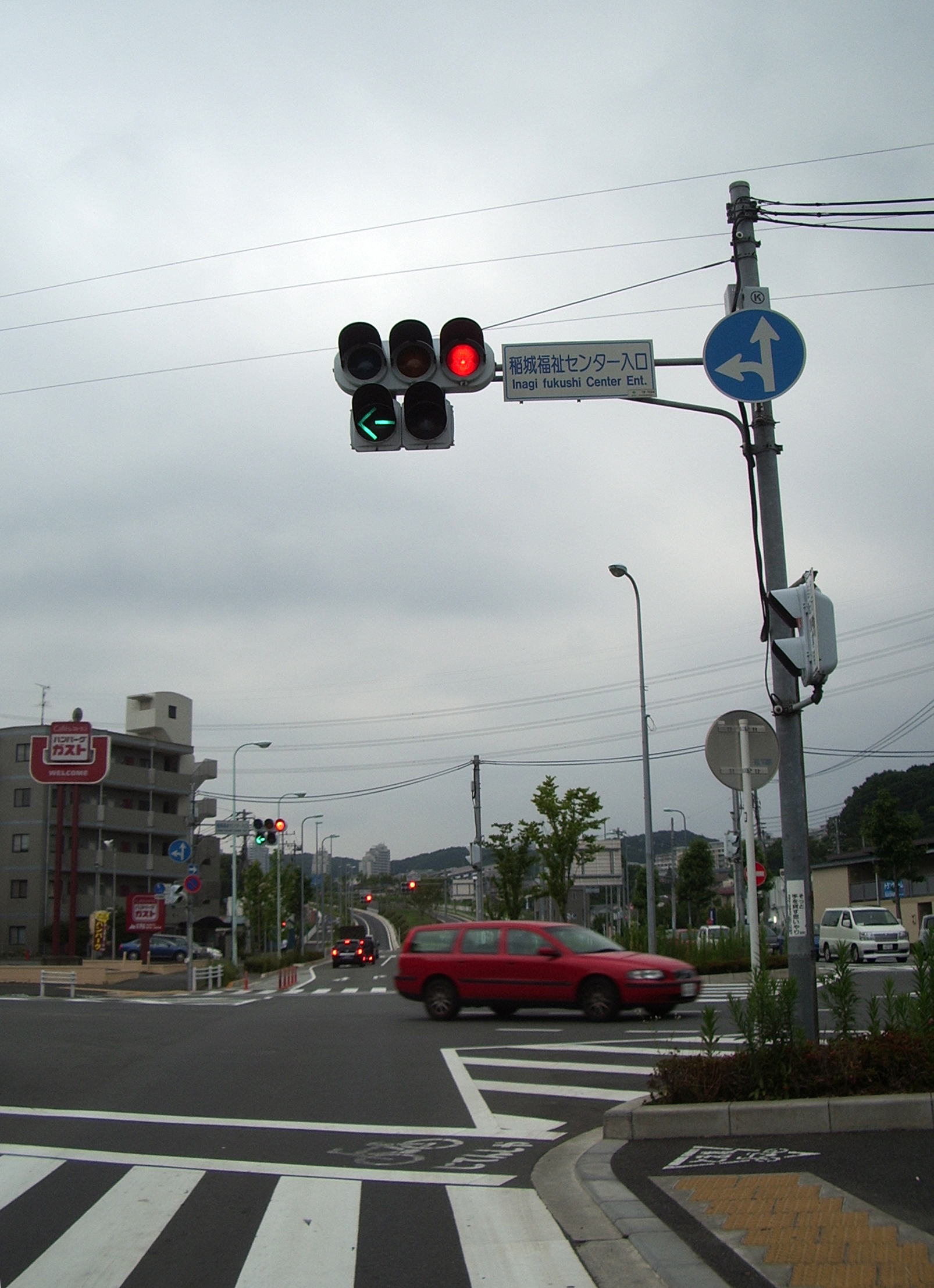
稲城市百村の稲城福祉センター入口交差点。ここで鶴川街道と尾根幹線が分岐する。画面正面が尾根幹線。左折すると鶴川街道。

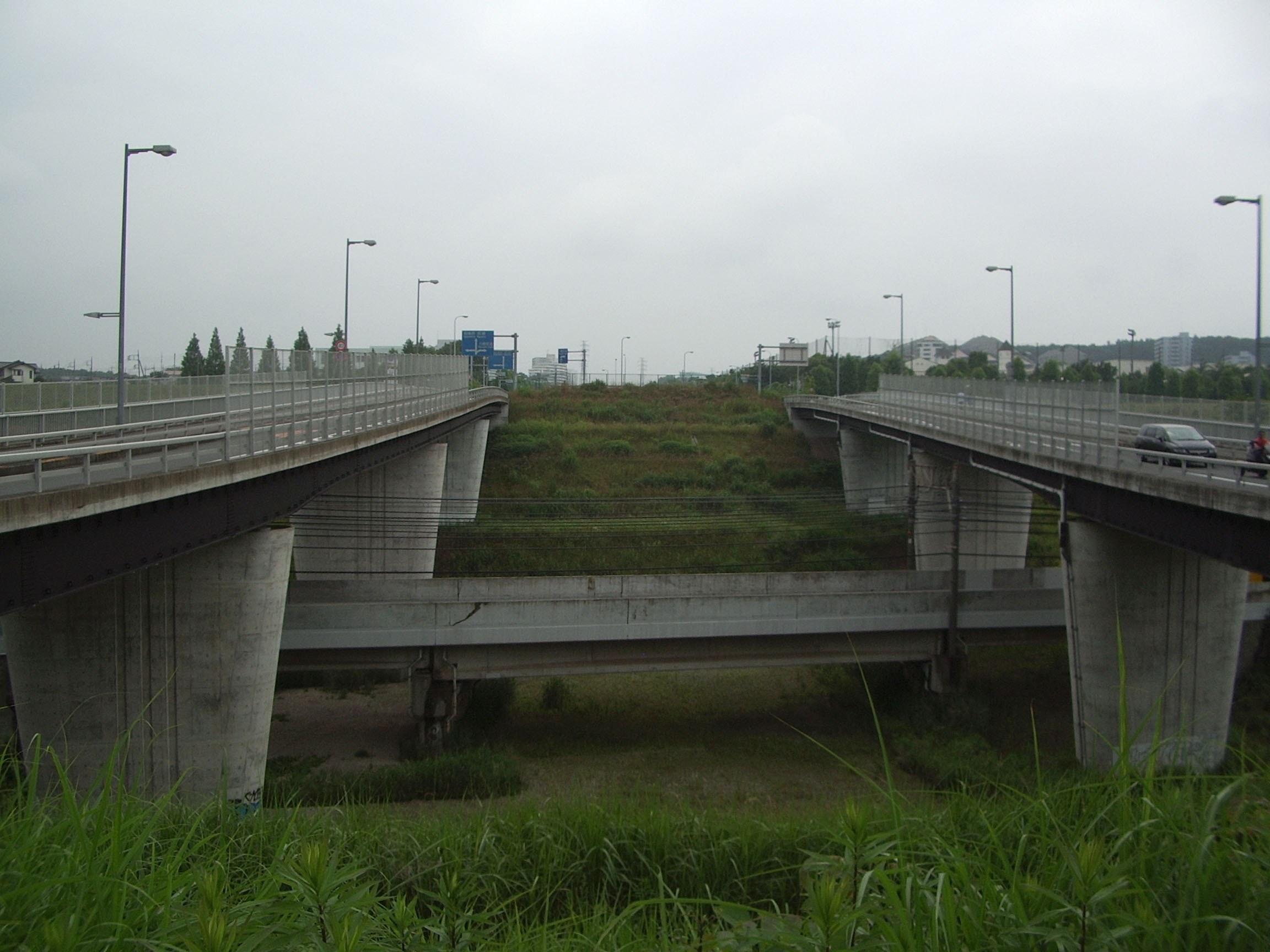
稲城市百村の武蔵野南線と交差する竪谷戸大橋

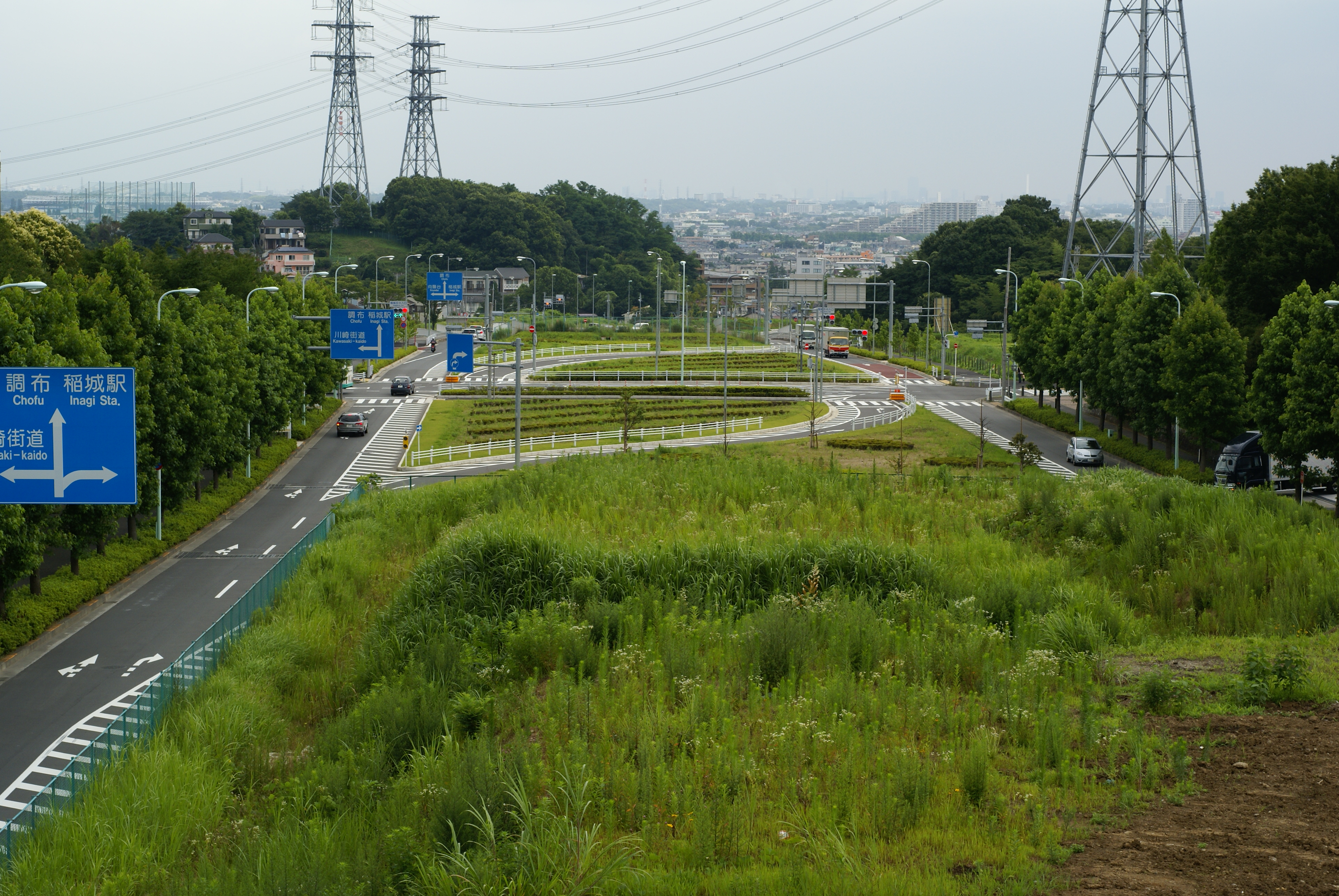
稲城市百村の巨大な中央分離帯

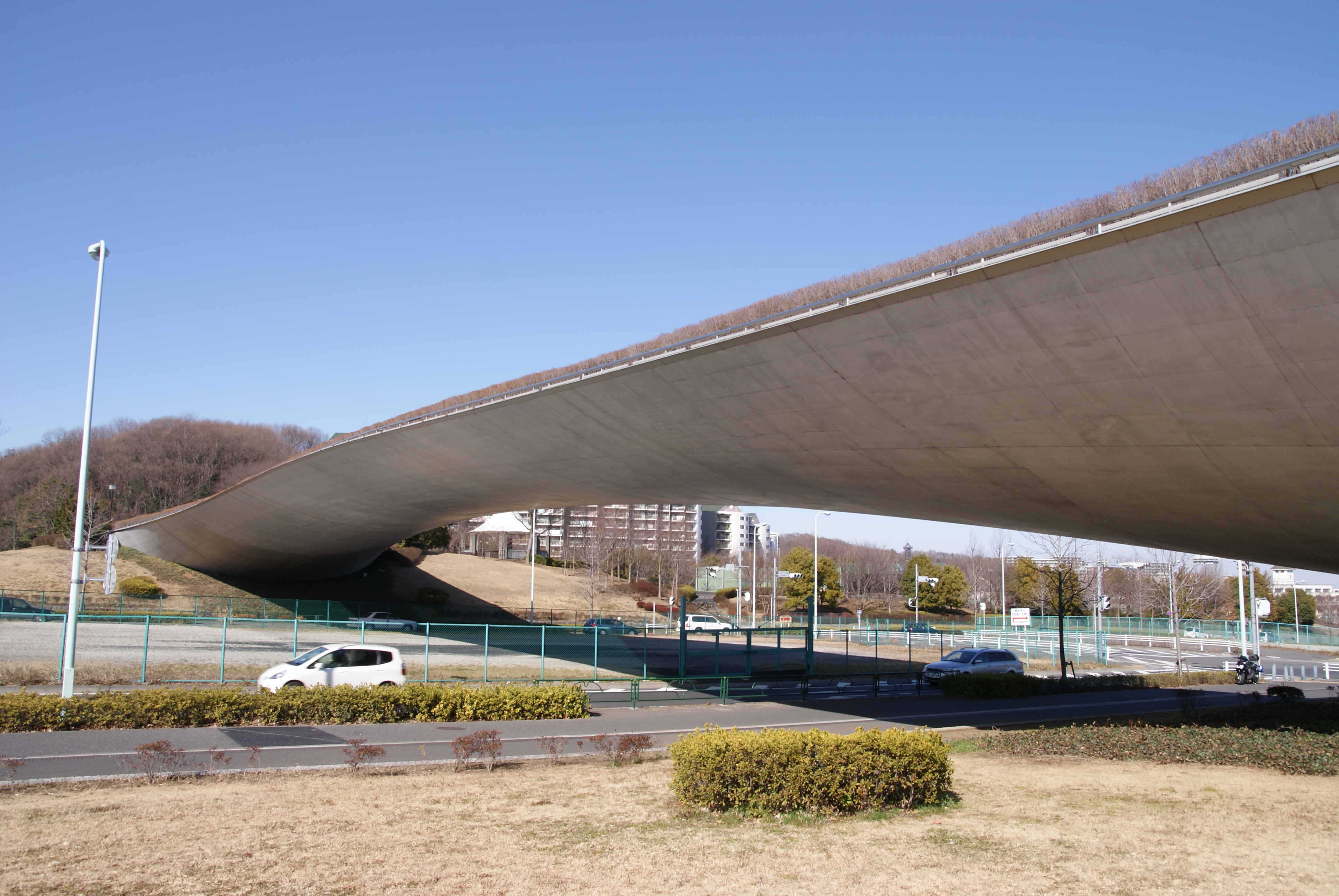
稲城市長峰のくじら橋付近

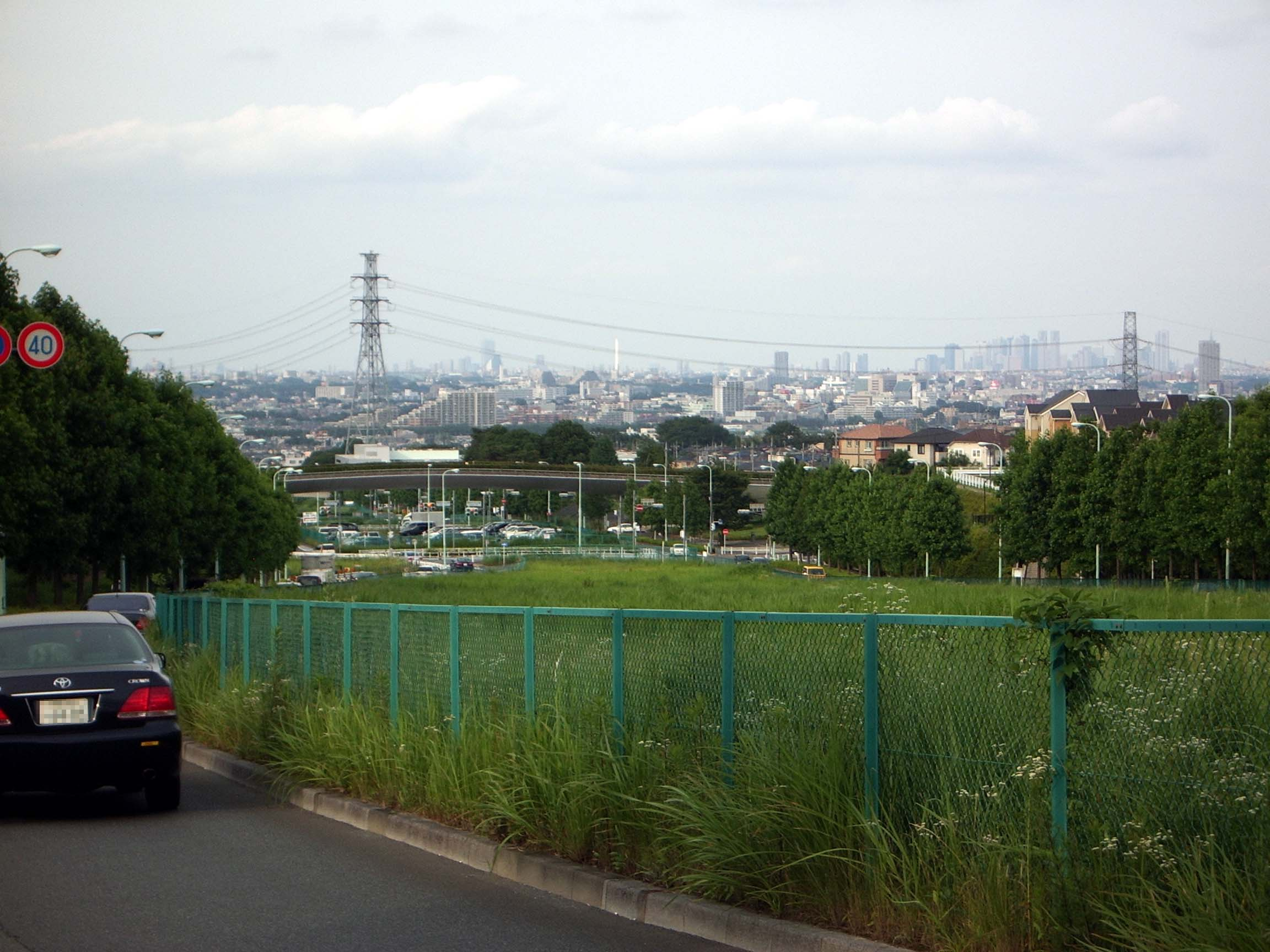
稲城市長峰の多摩カントリークラブ前。新宿副都心のビルが見える。

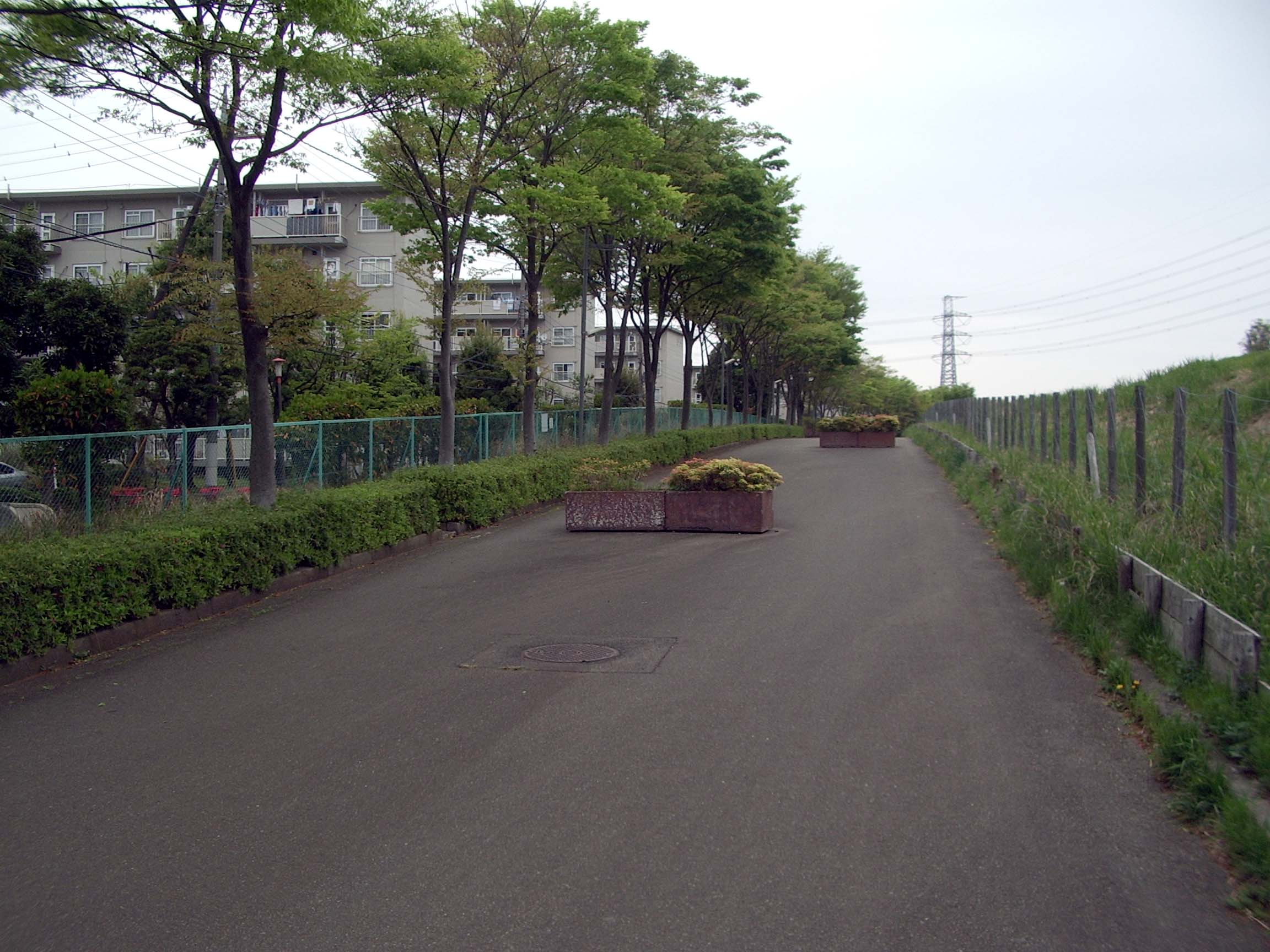
多摩市諏訪団地付近。側道は暫定的に歩行者用とされ自動車には開放されていない。

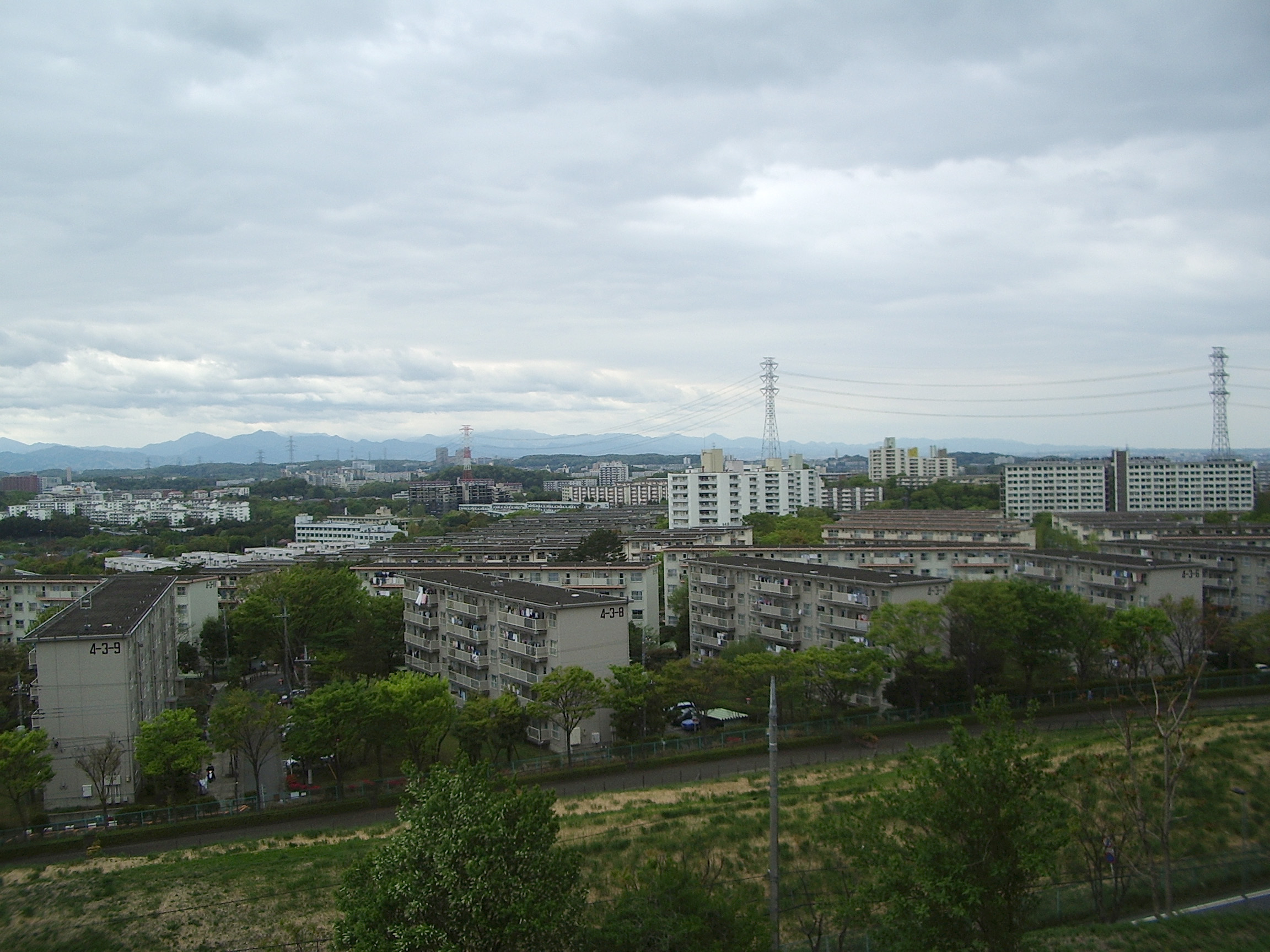
多摩市永山団地付近。巨大な中央分離帯が草原と化している。

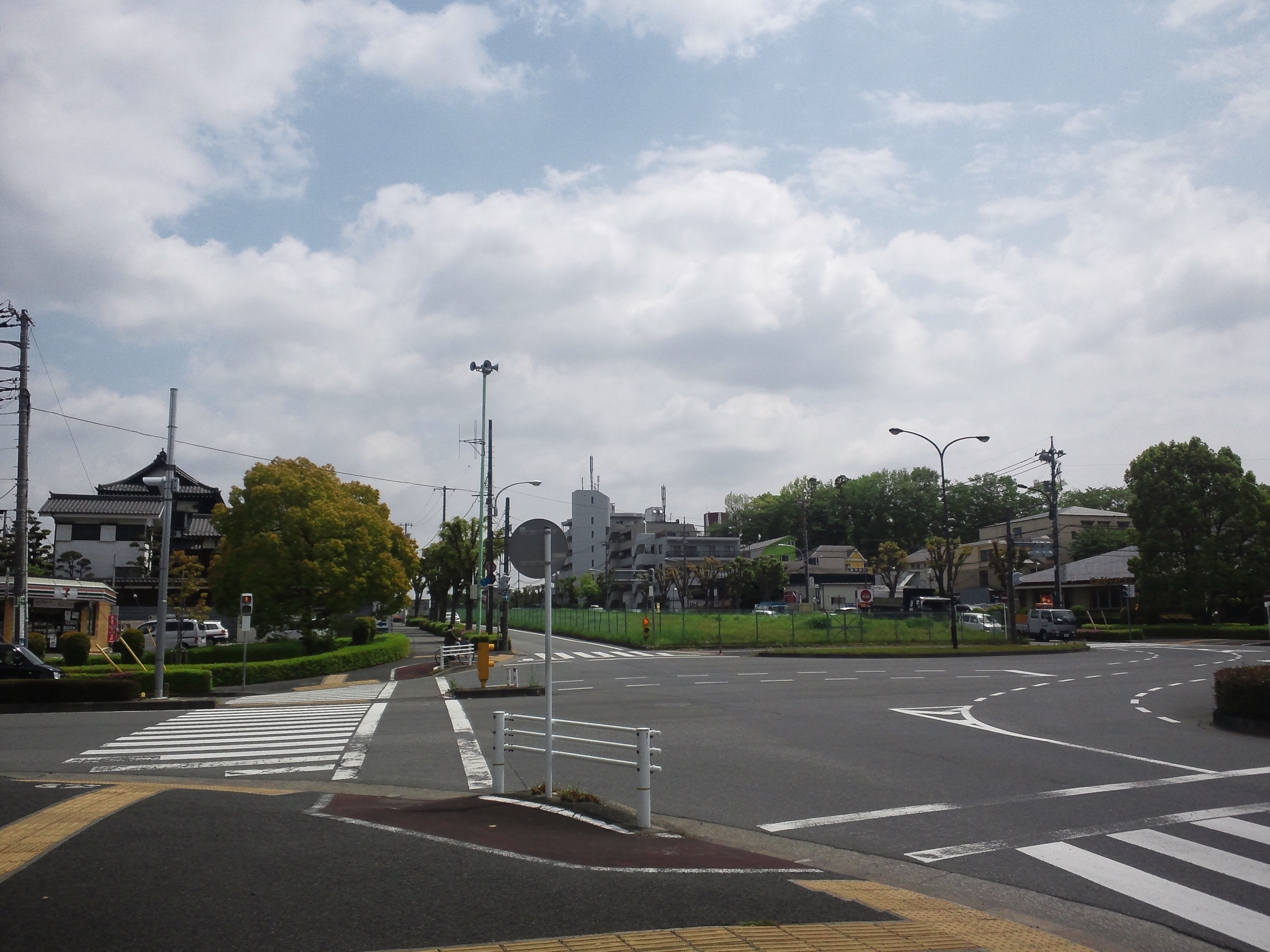
多摩南野交差点。この交差点を境に都道156号と都道158号に分かれる。

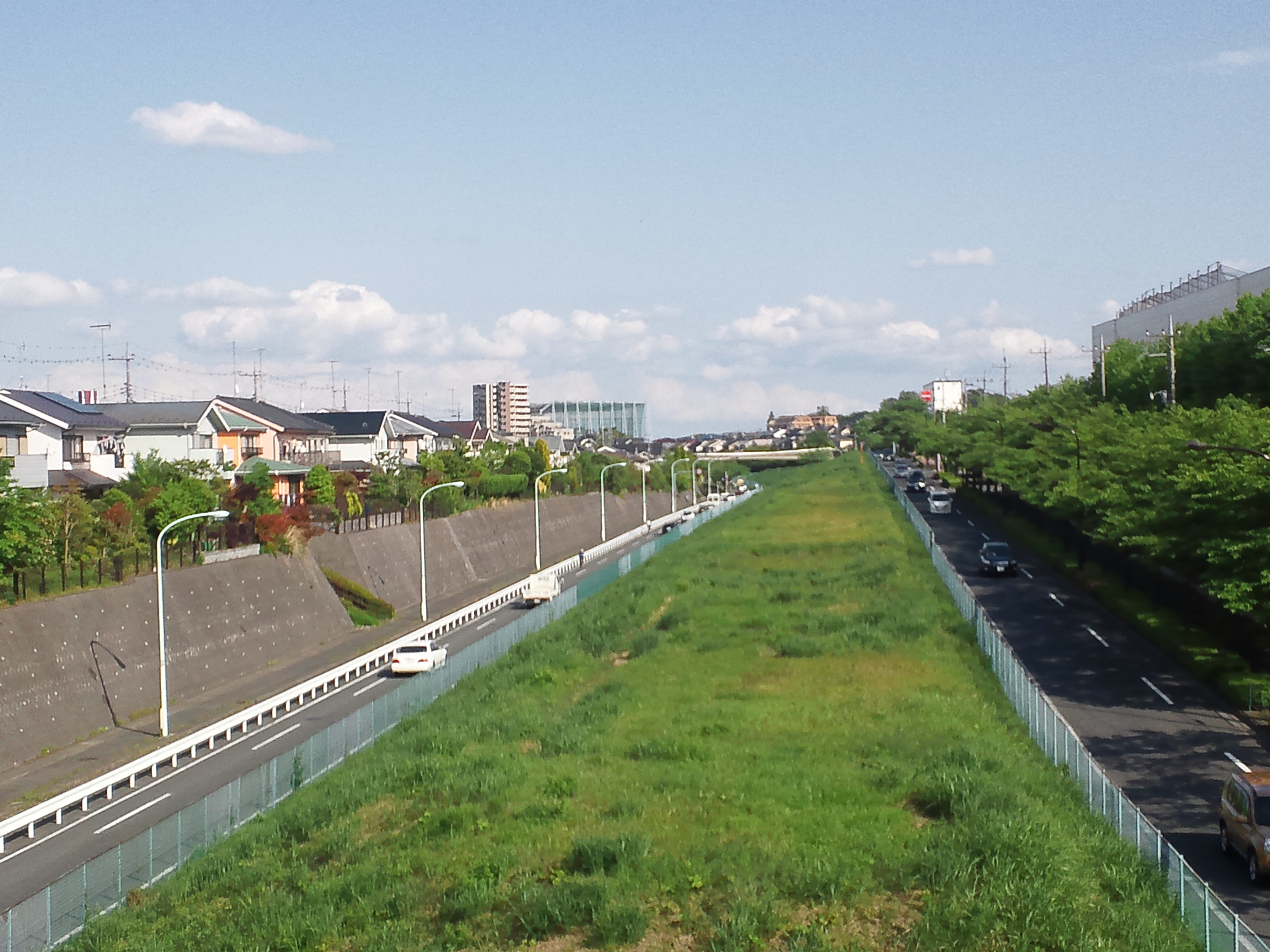
多摩市鶴牧五丁目に架かるY字橋より稲城方面を望む。

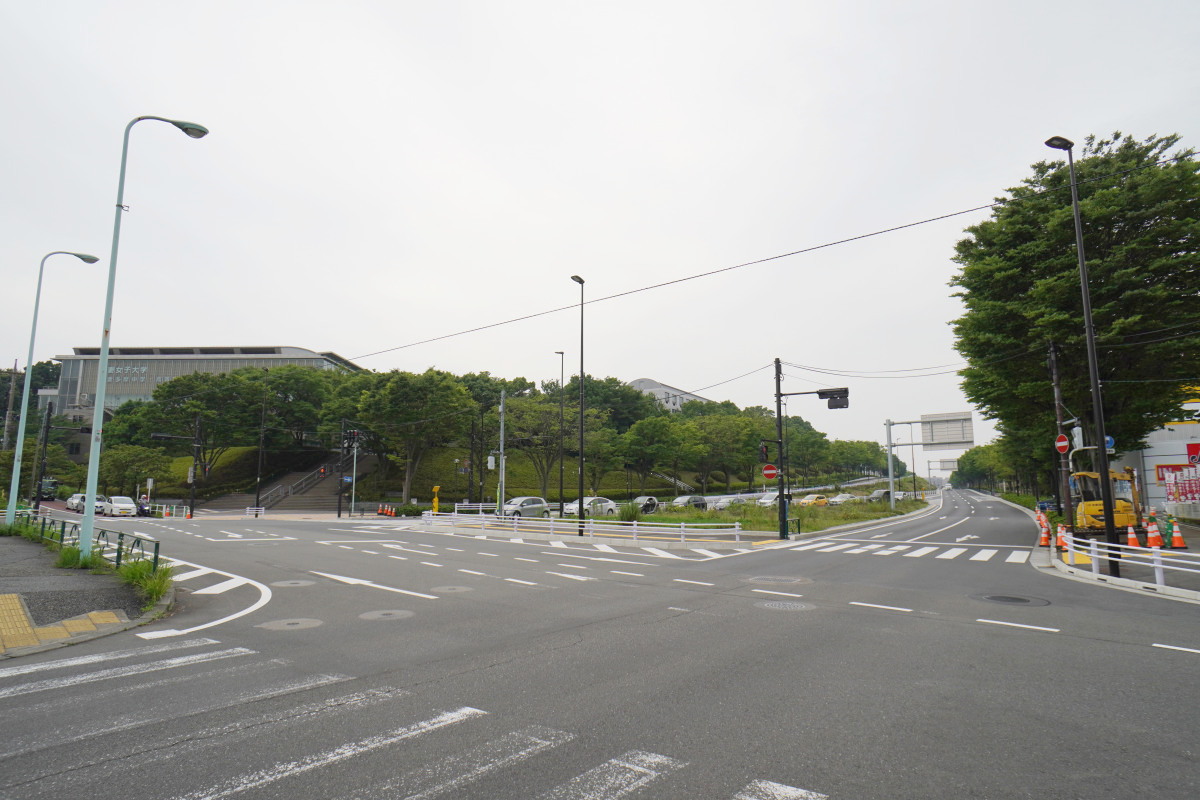
多摩市唐木田二丁目の大妻学院前。2019年に完成4車線化された。

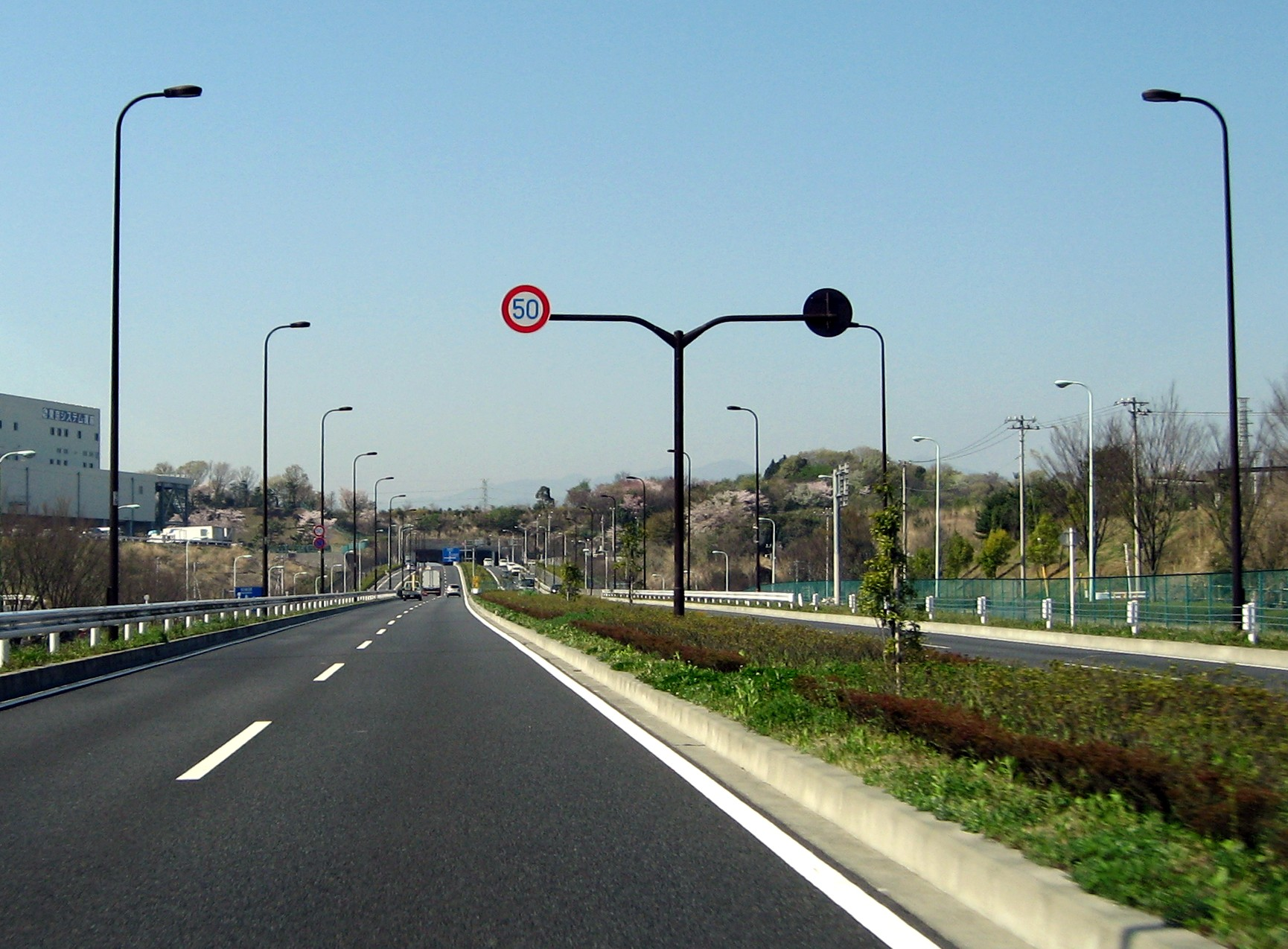
八王子市南大沢三丁目の清水入陸橋。2005年に完成4車線区間として開通した。

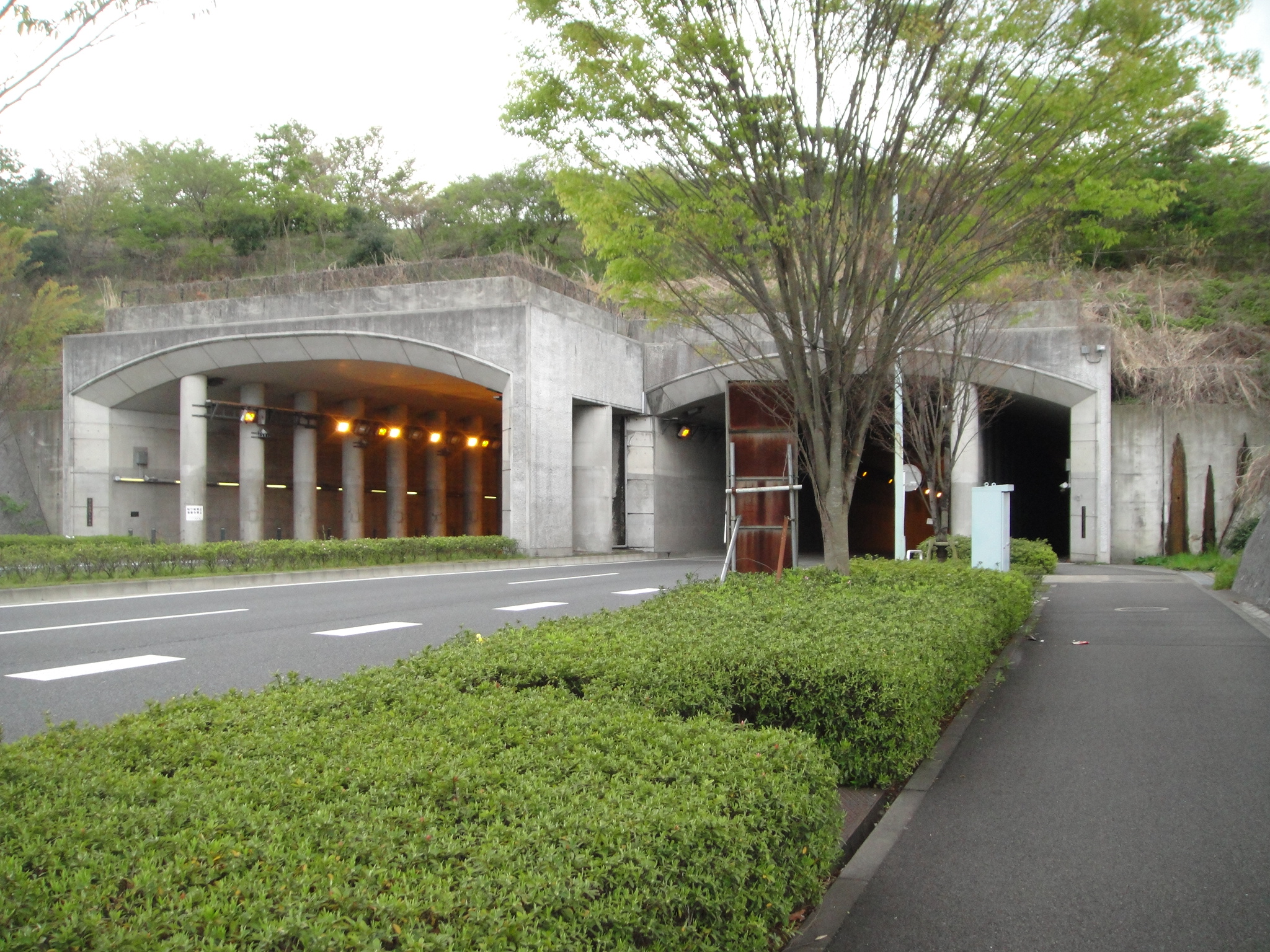
町田市小山ヶ丘の小山長池トンネル。

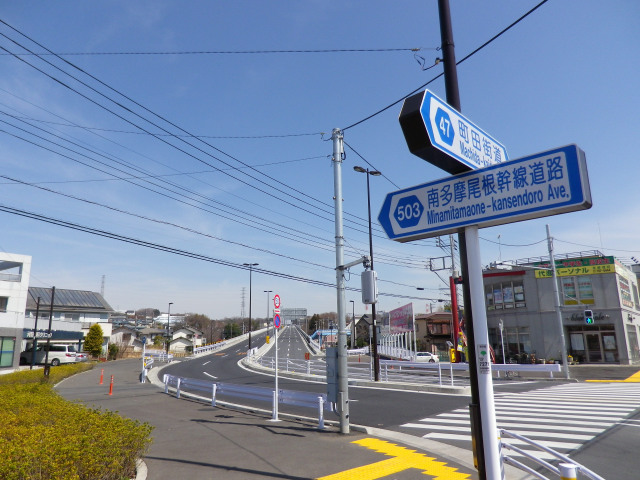
町田市小山町の小山沼陸橋（終点）

南多摩尾根幹線（みなみたまおねかんせん）とは、多摩ニュータウンの南縁を東西に横断する形で東京都調布市の多摩川原橋から、東京都町田市小山町の町田街道までを結んでいる道路の通称。都市計画上の正式路線名は多摩都市計画道路3・1・6号南多摩尾根幹線。東京都道路通称名公告では「南多摩尾根幹線道路」（整理番号151）であり、起点が町田市小山町（町田街道交点）、終点が稲城市百村（鶴川街道交点）とされている。略称は「尾根幹線」「尾根幹」。

## 概要
多摩ニュータウンの南端の道路で、北端にある多摩ニュータウン通りとともに、多摩ニュータウンを東西に通る総延長約17 km弱の幹線道路である。多摩地区における広域交通ネットワークの東西の交通網となるべく計画された。調布市の多摩川原橋（川崎街道）の交点から町田市小山町の町田街道の交点を結んでいる。尾根幹線のすぐ南の尾根筋には、「よこやまの道」と名付けられた全長10 kmの遊歩道も整備されている。

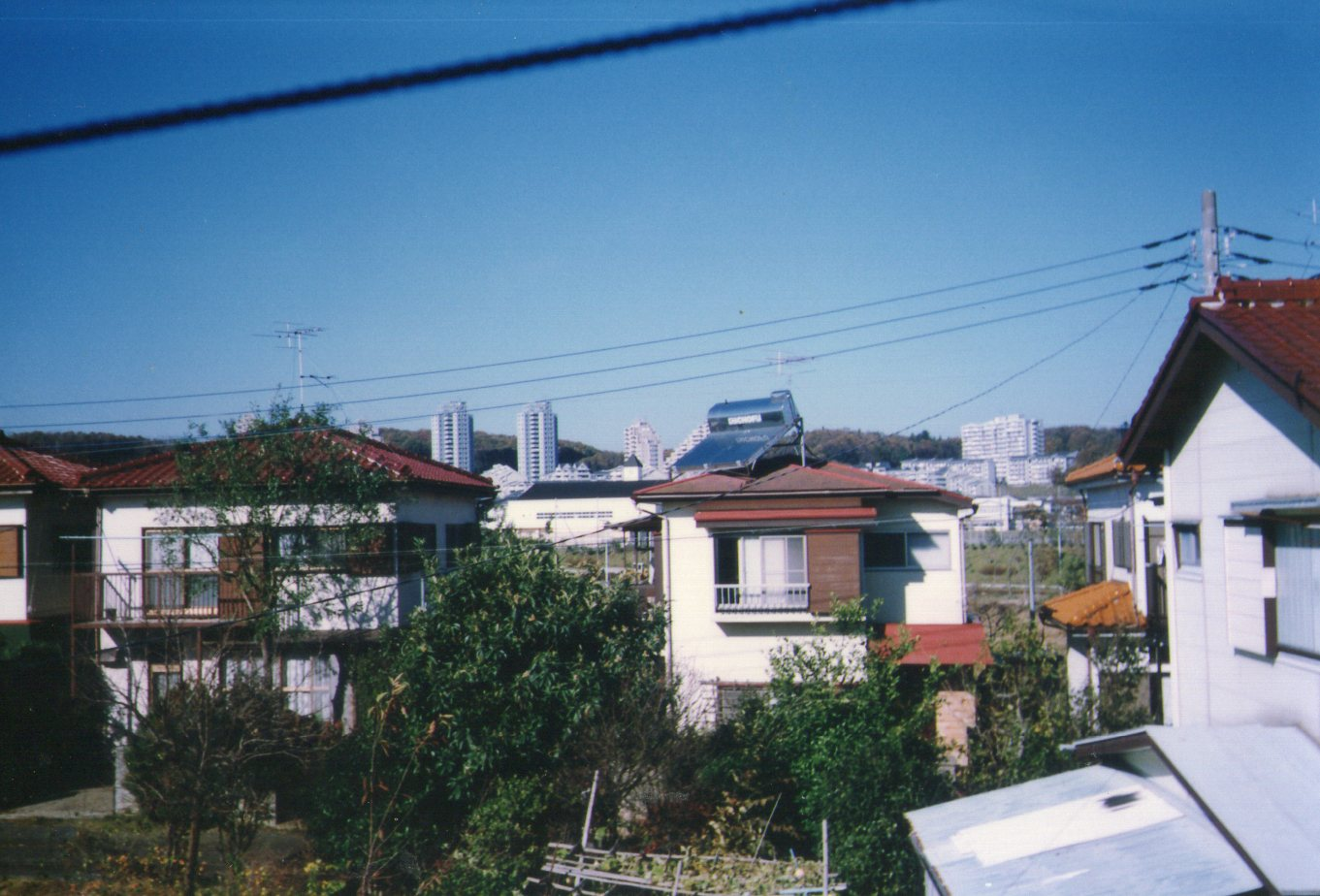
尾根幹線開通前の百村と向陽台（1990年12月撮影）。数年後に左側方向に長峰地区の分譲が始まる。現在、正面2軒の背後に尾根幹線開通。
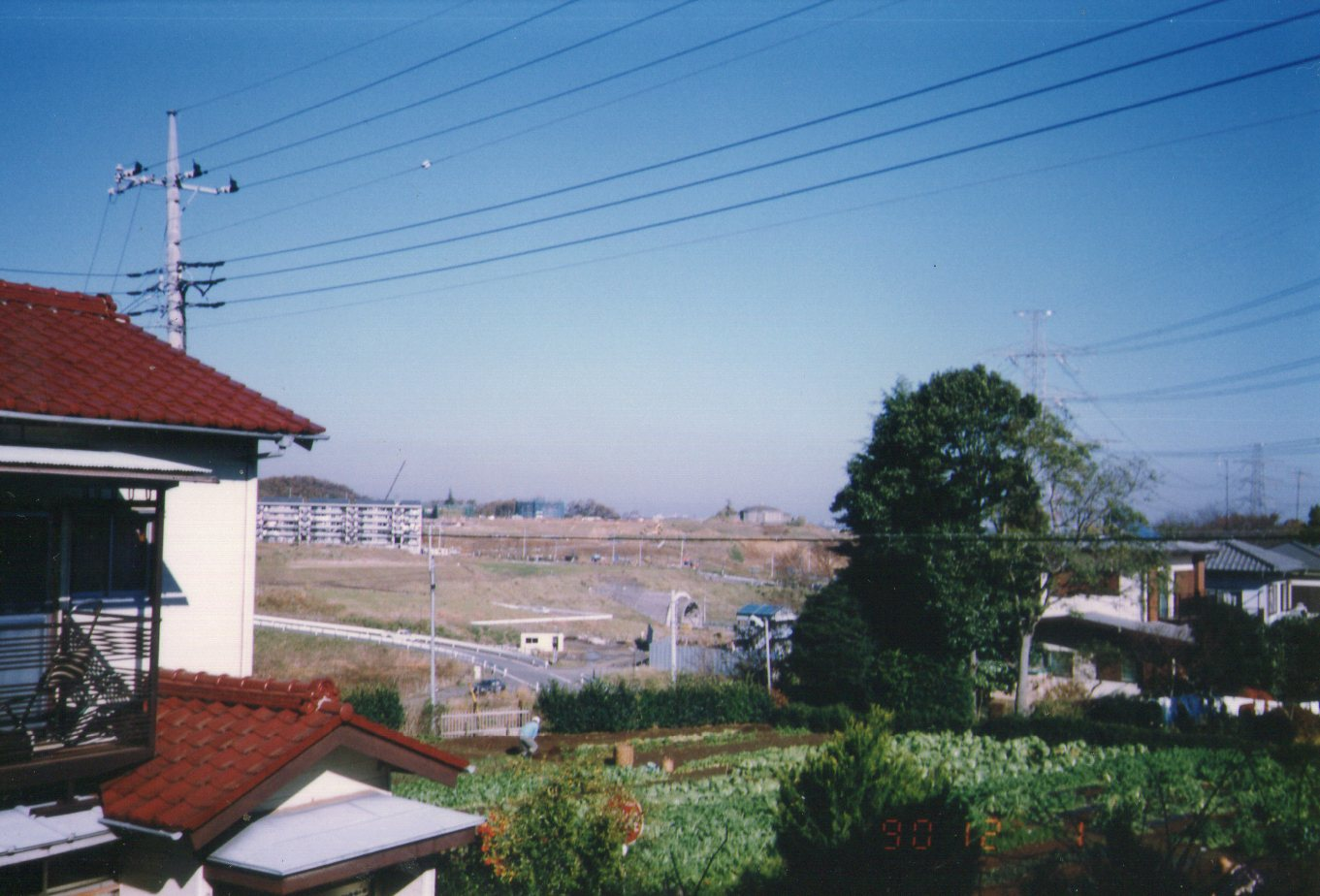
尾根幹線開通前の百村と向陽台。ほぼ中央に武蔵野線トンネル。ちょうど、プレハブの辺りを埋めて尾根幹線が出来ている。

### 路線データ
- 起点：東京都調布市多摩川三丁目（多摩川原橋）[1]
- 終点：東京都町田市小山町（町田街道交点）[1]
- 主な経由地：多摩卸売市場前
- 延長：16.62 km
- 標準道路幅員：43 m

## 沿革
1965年に立案された多摩ニュータウン計画を受けて、1966年に都市計画決定されたのが尾根幹線道路の始まりである。全線が都道に指定されている。
- 1969年：多摩広路1号線（南多摩尾根幹線）に都市計画変更され、尾根幹線の名称が登場する。
- 1979年：暫定2車線の整備が始まった。
- 1989年：多摩3・1・6号線（南多摩尾根幹線）に都市計画名称変更となった。
- 1991年：本線を掘割構造による整備に計画が変更された。
- 1994年：八王子市別所地区で本線工事に着手。
- 2004年：ニュータウン計画が終了したことを受け、事業主体が住宅都市整備公団（現・都市再生機構）から東京都に移行。
- 2007年4月：多摩川原橋から町田街道まで2車線でつながる[4]。
- 2014年11月：町田市小山沼陸橋が開通[5]。
- 2015年8月：全線平面構造4車線で整備方針を策定[6]。
- 2019年5月：稲城市百村～多摩市聖ケ丘五丁目間の約4kmについて、計画段階環境影響評価の手続を開始[7]。
- 2020年2月：多摩市諏訪六丁目～南野三丁目の5.5kmについて、事業に着手[8]。
- 2021年7月：稲城市百村～多摩市聖ケ丘五丁目間の約4kmについて、事業に着手[9]。

## 路線状況
区間ごとの道路法上の路線名は以下の通りである。
- 東京都道・神奈川県道19号町田調布線（多摩川原橋 - 多摩東公園交差点）
- 東京都道18号府中町田線（多摩東公園交差点 - 多摩卸売市場前交差点）
- 東京都道156号町田日野線（多摩卸売市場前交差点 - 多摩南野交差点）
- 東京都道158号小山乞田線（多摩南野交差点 - 小山長池トンネル南交差点）
- 東京都道503号相模原立川線（小山長池トンネル南交差点 - 町田街道交点）

道路構造令に基づく本線の構造規格は第四種第一級で、幅員が32.5 mから58 mの往復4車線（一部6車線）である。このうち稲城市百村から多摩市鶴牧に至る約8.8 kmにおいては側道を供用した段階で中断されており、本線については整備未着手である。当初計画では片側4車線の計8車線の本線と1車線の側道で計画されたため、一部区間では中央の本線計画部分が広大な中央分離帯となっているほか、交差点付近には立体交差の土台となる盛土が存在するところもある。

### 今後の整備計画

#### 既存区間の4車線化
本線の整備事業は沿線での反対運動等もあり、永らく塩漬け状態であったが、整備主体である東京都都市整備局は2015年2月18日の記者発表で、渋滞緩和や防災性強化を目的に未完成の8.8 km区間と0.9 km区間について全線4車線化に向けた整備方針を策定し、稲城市百村から多摩市鶴牧間についてはそれまで掘削構造から平面構造に変更するほか、トンネルが予定される多摩カントリークラブ付近のルートも検討するとした。また、暫定2車線のままとなっていた唐木田区間（延長約0.9km）については従来計画通り平面構造のまま、調査・測量・設計を経て工事着手する事が併せて公表され、2017年度より拡幅工事を進め、2019年に完成4車線化が完了している。
事業期間は、多摩市諏訪六丁目から南野三丁目間の延長5.5kmについては2025年度まで、稲城市百村～多摩市聖ケ丘五丁目間の約4kmについては2029年度までとしており、稲城市長峰三丁目～多摩市聖ヶ丘五丁目間の延長約1.8kmではNATM工法を用いたトンネル構造（仮称・稲城多摩トンネル）となる。

#### 相模原市方面への延伸整備
現在の終点は東京都町田市の町田街道だが、神奈川県相模原市中央区の都市計画道路を延伸して町田街道と国道16号を接続する計画があり、町田市側の延伸区間（町田3・3・50号小山宮下線、延長約210m）については東京都が2018年6月18日付けで都市計画決定を行い、2021年3月5日付けで事業着手された。一方、相模原市側の延伸区間（相模原3・5・3号宮下横山台線、延長約340m）についても2021年3月30日付けで事業着手され、用地取得が進められている。いずれの区間も幅員28m、両側4車線として整備される。

#### 多摩都市モノレール導入構想
また、将来的には多摩市・八王子市域などの本線のさらに上へ多摩都市モノレールを導入する構想も存在し、運輸政策審議会答申第18号では「今後整備について検討すべき路線」とされている。2016年の交通政策審議会答申第198号では、「事業性に課題があるため、関係地方公共団体・鉄道事業者等において、事業計画について十分な検討が行われることを期待」とした。建設費は約1,900億円と試算されている。

### 車線・最高速度
開通当初は大半の区間では制限速度は40 km/hであった（ただし、2車線で信号も一切ない区間の制限速度は50 km/hであった）。
しかしながら、渋滞緩和等の目的により2011年9月から永山 - 唐木田区間は制限速度が50 km/hに、唐木田 - 小山ヶ丘区間は制限速度が60 km/hにそれぞれ引き上げが実施されることになった。2017年3月には稲城 - 永山区間も50 km/hに引き上げられ、全線で制限速度が50 km/h以上となった。なお、2014年11月に開通した小山ヶ丘 - 小山町区間（小山沼陸橋）は制限速度が50 km/hとなっている。
| 区間                                                          | 車線   | 車線              | 車線              | 最高速度 | 備考 |
| 区間                                                          | 上下線 | 東行き （上り線） | 西行き （下り線） | 最高速度 | 備考 |
| ------------------------------------------------------------- | ------ | ----------------- | ----------------- | -------- | ---- |
| 多摩川原橋 - 稲城市役所西交差点                               | 4      | 2                 | 2                 | 60 km/h  |      |
| 稲城市役所西交差点 - 稲城福祉センター入口交差点               | 4      | 2                 | 2                 | 50 km/h  |      |
| 稲城福祉センター入口交差点 - 稲城一中南交差点                 | 3      | 2                 | 1                 | 50 km/h  |      |
| 稲城一中南交差点 - 杜の一番街北交差点                         | 2      | 1                 | 1                 | 50 km/h  |      |
| 杜の一番街北交差点 - 若葉台四丁目                             | 2      | 1                 | 1                 | 50 km/h  | ※1   |
| 若葉台四丁目 - 諏訪六丁目                                     | 2      | 1                 | 1                 | 50 km/h  |      |
| 諏訪六丁目 - 多摩給食センター前交差点                         | 2      | 1                 | 1                 | 50 km/h  | ※1   |
| 多摩給食センター前交差点 - 多摩市総合福祉センター前交差点     | 2      | 1                 | 1                 | 50 km/h  |      |
| 多摩市総合福祉センター前交差点 - 小山ヶ丘一丁目（旧道分岐点） | 4      | 2                 | 2                 | 60 km/h  |      |
| 小山ヶ丘一丁目 - 小山町（町田街道交点）                       | 4      | 2                 | 2                 | 50 km/h  |      |

※1：対面通行区間（中央分離帯なし）
なお、稲城市区間では信号の周期が一定でなく、例えば、手前の信号が青になると次が赤になるなどの設定がされている箇所がある。たびたび市に車の流れ及び二酸化炭素増加の懸念から改善の意見が寄せられており、稲城市は多摩中央警察署に打診しているが、解決には至っていない。2007年度より、一部交差点の右折レーンが広大な中央分離帯を横断する形式に改良されている。

### 道路施設

#### トンネル
- 小山長池トンネル - 東行きは延長129m、西行きは延長78m。トンネル上には尾根緑道がある。

#### 橋梁
- 多摩川原橋 - 橋長401.95m。
- 竪谷戸大橋 - 東行きは橋長139m、西行きは橋長137m。
- 唐木田大橋 - 東行きは橋長173.5m、西行きは橋長175.5m。
- 上小山田橋 - 東行きは橋長89m、西行きは橋長58m。
- 清水入陸橋 - 橋長105m。
- 小山沼陸橋 - 橋長570mで、同路線では最も長い橋。

### 交通状況
道路交通センサスによる南多摩尾根幹線道路の各地点での交通量はそれぞれ以下の通りである（いずれも平成27年（2015年）度時点）。
| 観測地点            |           |                    |          |        |        |        |        |            |            |          |          |          |       |
| ピーク時間交通量    | ピーク率  | 混雑時平均旅行速度 | 混入率   | 混雑度 | 車道部 | 歩道部 | 車線数 | 大型車台数 | 小型車台数 | 二輪車類 | 自転車類 | 歩行者類 |       |
| 稲城市矢野口3750    | 2,442台/h | 10.3%              | 7.5km/h  | 13.8%  | 1.43   | 31.00m | 2.70m  | 5          | 3,294台    | 20,510台 | 1,001台  | 1,536台  | 940人 |
| 多摩市聖ヶ丘4-3     | 1,073台/h | 10.5%              | 10.5km/h | 16.8%  | 1.19   | 49.00m | 2.40m  | 2          | 1,707台    | 8,473台  | 426台    | 83台     | 207人 |
| 多摩市永山7-12      | 1,343台/h | 9.0%               | 20.5km/h | 17.5%  | 1.34   | 35.00m | 3.20m  | 2          | 2,605台    | 12,311台 | 1,007台  | 205台    | 78人  |
| 多摩市落合4-21      | 1,134台/h | 8.8%               | 20.5km/h | 16.4%  | 1.18   | 34.00m | 3.80m  | 2          | 2,103台    | 10,743台 | 908台    | 604台    | 215人 |
| 八王子市別所2-58    | 1,667台/h | 9.6%               | 46.5km/h | 14.9%  | 0.58   | 23.00m | 3.00m  | 4          | 2,589台    | 14,783台 | －       | －       | －    |
| 町田市小山ヶ丘2-1-2 | 1,547台/h | 9.4%               | 30.6km/h | 15.8%  | 0.60   | 22.00m | 3.80m  | 4          | 2,613台    | 13,900台 | －       | －       | －    |

## 地理
- 東京都調布市多摩川三丁目（多摩川原橋、都市計画道路調布保谷線交点） - 東京都稲城市東長沼1730番地付近（稲城大橋入口交差点、三沢川吉方橋そば）
2006年4月に鶴川街道の拡幅と南武線の高架化に伴い、多摩川原橋以南の鶴川街道が付け替えられた事に合わせて開通した[22]。片側2車線。沿道は三沢川の扇央部にあたるため水はけの良い土地であることから、府中街道と交差する矢野口交差点以西区間では梨畑・ブドウ畑が多い。

- 東京都稲城市東長沼1730番地付近（稲城大橋入口交差点） - 東京都稲城市百村31番地付近（稲城福祉センター入口交差点）
稲城市役所付近を通る部分で、稲城大橋に接続する道との交点もあることから、比較的早くから整備されている（開通時期不明）。稲城市役所西交差点 - 福祉センターまでの区間は、中央の分離帯部分が広くなっているとともに、鶴川街道になっている。片側2車線。沿道には稲城消防署、稲城市役所、中央文化センターなどがある。

- 東京都稲城市百村31番地付近（稲城福祉センター入口交差点） - 東京都稲城市百村（竪谷戸大橋交差点、向陽台公園通り交点）
2007年4月14日に開通した区間（0.4 km）[4]。幅員36 m〜46 mの片側1車線。コロン写真工業跡地を通る。

- 東京都稲城市百村（竪谷戸大橋交差点） - 東京都稲城市長峰三丁目12付近（ファインヒルいなぎ北側、多摩カントリークラブ南側）
約1.2 kmのほぼ直線の道路（開通時期不明）。片側1車線で、中央に広大な分離帯（本線計画地）が存在する。この区間の東部分の武蔵野貨物線をまたぐ橋の部分は開通が後であり、橋の完成までは北側の向陽台二丁目を迂回していた。沿道には稲城市立稲城第五中学校、稲城市立向陽台小学校、稲城中央公園（くじら橋の下を通過）、多摩カントリークラブなどが存在する。南多摩尾根幹線を東方向に通行する際、この区間の杜の一番街北交差点を過ぎて下り坂（まさに多摩丘陵の東の端の下り坂）に入ったとき、初めて東京都心の建築物の遠景が見えてくる。

- 東京都稲城市長峰三丁目12付近 - 東京都稲城市若葉台四丁目（天王森公園・多摩大学付近）
片側1車線の道路（開通時期不明）。本線は多摩カントリークラブ3番ホール付近や米空軍多摩サービス補助施設をトンネルで通るルートが計画されているが、現道は暫定路線で南に大きく迂回しているため中央分離帯（本線計画地）は存在せず、対面通行である。沿道には稲城第三公園がある。

- 東京都稲城市若葉台四丁目（天王森公園・多摩大学付近） - 東京都多摩市永山七丁目（多摩卸売市場前交差点、鎌倉街道交点）
片側1車線の道路で、中央に広大な分離帯（本線計画地）が存在する（開通時期不明）。東京都道18号府中町田線。
多摩市諏訪・永山付近を通過する区間に存在する諏訪・永山団地とは、緩衝設備を挟まずに直接側道や本線が隣接していることから、1979年の建設時に建設反対の住民運動（約40日間に及ぶ座り込み等）があり、東行の部分を南側の西行の部分にまとめて建設しているため、この部分のみ対面通行である。本来の東行側道は開通しているものの歩行者専用になっており、交差点付近以外では自動車の通行が出来ない。沿道に多摩東公園（多摩市立陸上競技場ほか）、諏訪南公園、東京都立永山高等学校、国士舘大学多摩キャンパス、多摩ニュータウン市場などが存在する。南多摩尾根幹線を西方向に通行する際、この区間のエコプラザ多摩前交差点に差し掛かる前あたりから富士山が右斜め前方向に見えてくる。また上記の住民運動の経緯から、過去にはこの区間の本線部分で掘削方式が検討された事もあった[10]。

- 東京都多摩市永山七丁目（多摩卸売市場前交差点） - 東京都多摩市南野三丁目（多摩市総合福祉センター前交差点）
片側1車線の道路で、中央に広大な分離帯（本線計画地）が存在する（開通時期不明）。多摩卸売市場前交差点より多摩南野交差点までが東京都道156号町田日野線、多摩南野交差点からは東京都道158号小山乞田線となる。沿道に、京王バス多摩営業所（京王多摩車庫）、国士舘大学多摩南野キャンパス（旧・東京都立南野高等学校）、南野給水場、アクアブルー多摩（多摩市立温水プール）、東京国際ゴルフ倶楽部などがある。

- 東京都多摩市南野三丁目（多摩市総合福祉センター前交差点） - 東京都町田市小山ヶ丘二丁目（小山長池トンネル南交差点）
唐木田二丁目付近についても側道が先行して片側1車線で完成。小田急電鉄の車庫（喜多見検車区唐木田出張所）を跨ぐ唐木田大橋もその後に側道（片側1車線）が先行して完成した。2005年7月7日に八王子市別所二丁目 - 町田市小山ヶ丘二丁目は片側2車線の本線部分が先行して完成[23]。沿道に大妻学院（大妻女子大学多摩キャンパス・大妻多摩中学高等学校）、ぐりーんうぉーく多摩、大和証券グループ本社多摩研修センター、三菱UFJ銀行多摩ビジネスセンター、米軍由木通信所跡、長池公園、神奈川中央交通多摩営業所（神奈中多摩車庫）、尾根緑道などがある。

- 東京都町田市小山ヶ丘二丁目（小山長池トンネル南交差点） - 東京都町田市小山町1153番地付近（町田街道交点）
従来からある神奈川県道・東京都道503号相模原立川線が片側1車線の対面通行であり、幅員は狭かったことからボトルネックとなり渋滞を引き起こしていた。このため、「小山沼陸橋」（全長570m、幅員17m、片側2車線）を経由して小山駐在所付近で町田街道に交差する道路が整備されることになり、2014年11月9日に本線部分が開通した[5]。なお小山沼陸橋の本線は軽車両の通行が禁止されている為、自転車などの軽車両は従来からある東京都道503号相模原立川線もしくは側道を通行することになる。沿道に小山上沼公園、トイザらスなどがある。

### 通過する自治体
- 東京都
  - 調布市 - 稲城市 - 多摩市 - 八王子市 - 町田市

### 交差する道路
- 鶴川街道（稲城市役所西交差点、稲城福祉センター入口交差点）
- 鎌倉街道（東京都道18号府中町田線）（多摩卸売市場前交差点）
- 多摩モノレール通り（東京都道156号町田日野線）（多摩南野交差点）
- 東京都道155号町田平山八王子線
- 神奈川県道・東京都道503号相模原立川線（南多摩斎場入口交差点、小山長池トンネル南交差点）
- 町田街道（東京都道47号八王子町田線）